# A Sky Full of Stars
"A Sky Full of Stars" là bài hát của ban nhạc alternative rock người Anh Coldplay, phát hành ngày 2 tháng 5 năm 2014 bởi hãng đĩa Parlophone làm đĩa đơn thứ ba từ album phòng thu thứ sáu của họ, Ghost Stories (2014).

## Thông tin
Ca khúc được nhóm cùng DJ người Thụy Điển Avicii sáng tác và sản xuất, với các trợ lý Paul Epworth, Daniel Green và Rik Simpson. Bài hát được thu tại các phòng thu The Bakery và The Beehive ở Bắc Luân Đôn nước Anh – hai phòng thu lập ra riêng cho Coldplay cho việc thực hiện hai album trước đó, Viva la Vida or Death and All His Friends và Mylo Xyloto.
Bài hát bắt đầu được cho phép tải về từ iTunes Store từ ngày 2 tháng 5 năm 2014 và ba ngày sau được phát hành dưới dạng đĩa CD bởi hãng Parlophone, là đĩa đơn thứ ba để quảng bá cho album phòng thu thứ sáu sắp ra mắt Ghost Stories.
"A Sky Full of Stars" là một ca khúc nhạc dance điện tử với ảnh hưởng house, đánh dấu mốc lần đầu tiên nhóm ra mắt một ca khúc nhạc dance.
Bài hát đã được một đề cử giải Grammy hạng mục Trình diễn nhạc pop bởi bộ đôi/nhóm nhạc xuất sắc nhất.
Một video âm nhạc của bài hát do Mat Whitecross đạo diễn đã được phát hành ngày 19 tháng 6 năm 2014. Video chiếu cảnh ban nhạc hát bài hát, được quay tại phố King Street, Newtown, ngoại ô Sydney, Úc.

## Xếp hạng
"A Sky Full of Stars" đạt được thành công lớn về mặt thương mại, lọt vào top 10 tại bảng xếp hạng của 16 quốc gia trong đó có Canada, Mỹ, Úc và Vương quốc Anh; dẫn đầu bảng xếp hạng tại Ý, Israel, Tây Ban Nha và vùng Wallonie của Bỉ.
24 giờ kể từ khi bắt đầu có mặt trên iTunes, ca khúc đã có 121.690 lượt tải về trả phí, ngay lập tức dẫn đầu bảng xếp hạng iTunes tại 86 quốc gia. Tính đến nay, bài hát đã lọt vào top 10 của hầu hết các quốc gia, trong đó có Vương quốc Liên hiệp Anh, quê nhà của nhóm, nơi ca khúc đạt vị trí số 9. Tại New Zealand, bài hát ra mắt New Zealand Singles Chart ở vị trí số 2, trở thành đĩa đơn thành công nhất cho đến nay của nhóm tại quốc gia này.
Trong số ra ngày 30 tháng 5 năm 2014 của Billboard Hot 100, bài hát đã đạt vị trí số 10 và trở thành thứ ba của nhóm lọt vào top 10 Hot 100. Nó cũng dẫn đầu bảng xếp hạng Billboard Hot Dance Club Songs của Mỹ.

## Danh sách bài hát
Tất cả các ca khúc được viết bởi Guy Berryman, Jonny Buckland, Will Champion, and Chris Martin, ngoại trừ "A Sky Full of Stars" (đồng sáng tác cùng Tim Bergling).
| Nhạc số tải về - A Sky Full of Stars EP | Nhạc số tải về - A Sky Full of Stars EP | Nhạc số tải về - A Sky Full of Stars EP |
| STT                                     | Nhan đề                                 | Thời lượng                              |
| --------------------------------------- | --------------------------------------- | --------------------------------------- |
| 1.                                      | "A Sky Full of Stars" (Radio Edit)      | 3:56                                    |
| 2.                                      | "All Your Friends"                      | 3:32                                    |
| 3.                                      | "Ghost Story"                           | 4:17                                    |
| 4.                                      | "O (Reprise)"                           | 1:37                                    |
| Tổng thời lượng:                        | Tổng thời lượng:                        | 13:22                                   |

| CD đĩa đơn       | CD đĩa đơn                        | CD đĩa đơn |
| STT              | Nhan đề                           | Thời lượng |
| ---------------- | --------------------------------- | ---------- |
| 1.               | "A Sky Full of Stars"             | 4:28       |
| 2.               | "Midnight" (Phones 4AM Remix)     | 10:56      |
| 3.               | "Midnight" (Henrik Schwarz Remix) | 8:42       |
| 4.               | "Midnight" (Jon Hopkins Remix)    | 10:06      |
| Tổng thời lượng: | Tổng thời lượng:                  | 34:12      |

## Đội ngũ thực hiện
Lấy từ ghi chú album Ghost Stories.
| Coldplay - Guy Berryman – guitar bass, keyboard - Jonny Buckland – guitar chính, keyboard - Will Champion – trống, programming - Chris Martin – hát chính, piano Nghệ sĩ khác - Avicii – keyboard | Đội ngũ kĩ thuật - Avicii – sản xuất - Paul Epworth – sản xuất - Rik Simpson – sản xuất - Daniel Green – sản xuất Bìa đĩa - Mila Fürstová |

## Xếp hạng
| Bảng xếp hạng (2014)                            | Vị trí cao nhất |
| ----------------------------------------------- | --------------- |
| Anh Quốc (OCC)                                  | 9               |
| Áo (Ö3 Austria Top 40)                          | 11              |
| Ấn Độ (IMI)                                     | 43              |
| Ba Lan (Polish Airplay Top 100)                 | 2               |
| Bỉ (Ultratop 50 Flanders)                       | 2               |
| Bỉ (Ultratop 50 Wallonia)                       | 1               |
| Bồ Đào Nha Digital Songs (Billboard)            | 1               |
| Brasil (Billboard Brasil Hot 100)               | 52              |
| Canada (Canadian Hot 100)                       | 4               |
| Canada Rock (Billboard)                         | 38              |
| Châu Âu Digital Song Sales (Billboard)          | 3               |
| Cộng hòa Séc (Rádio Top 100)                    | 20              |
| Cộng hòa Séc (Singles Digitál Top 100)          | 2               |
| Croatia (Croatian Airplay Radio Chart)          | 2               |
| Đan Mạch (Tracklisten)                          | 3               |
| Trường songid là BẮT BUỘC CHO BẢNG XẾP HẠNG ĐỨC | 6               |
| Estonia (Uuno Top 25)                           | 2               |
| Hà Lan (Dutch Top 40)                           | 6               |
| Hoa Kỳ Billboard Hot 100                        | 10              |
| Hoa Kỳ Hot Rock Songs (Billboard)               | 1               |
| Hoa Kỳ Rock Airplay (Billboard)                 | 4               |
| Hoa Kỳ Adult Contemporary (Billboard)           | 11              |
| Hoa Kỳ Adult Pop Airplay (Billboard)            | 3               |
| Hoa Kỳ Dance Club Songs (Billboard)             | 1               |
| Hoa Kỳ Pop Airplay (Billboard)                  | 13              |
| Hungary (Rádiós Top 40)                         | 2               |
| Hungary (Single Top 40)                         | 2               |
| Ireland (IRMA)                                  | 3               |
| Israel (Media Forest)                           | 1               |
| Liban (The Official Lebanese Top 20)            | 1               |
| Luxembourg Digital Songs (Billboard)            | 1               |
| Mexico Ingles Airplay (Billboard)               | 3               |
| Na Uy (VG-lista)                                | 15              |
| Nam Phi (EMA)                                   | 5               |
| New Zealand (Recorded Music NZ)                 | 2               |
| Nhật Bản (Japan Hot 100)                        | 3               |
| Phần Lan (Suomen virallinen lista)              | 9               |
| Pháp (SNEP)                                     | 3               |
| Scotland (OCC)                                  | 9               |
| Slovakia (Rádio Top 100)                        | 5               |
| Slovakia (Singles Digitál Top 100)              | 2               |
| Tây Ban Nha (PROMUSICAE)                        | 3               |
| Thụy Điển (Sverigetopplistan)                   | 7               |
| Thụy Sĩ (Schweizer Hitparade)                   | 2               |
| Úc (ARIA)                                       | 2               |
| Ý (FIMI)                                        | 1               |

| Bảng xếp hạng (2014)                       | Vị trí |
| ------------------------------------------ | ------ |
| Ba Lan (ZPAV)                              | 22     |
| Canada (Canadian Hot 100)                  | 58     |
| Đức (Media Control Charts)                 | 33     |
| Israel (Media Forest)                      | 9      |
| New Zealand (Recorded Music NZ)            | 47     |
| Hoa Kỳ Billboard Hot 100                   | 51     |
| Hoa Kỳ Hot Rock Songs (Billboard)          | 8      |
| Hoa Kỳ Rock Airplay (Billboard)            | 14     |
| Hoa Kỳ Adult Alternative Songs (Billboard) | 8      |
| Hoa Kỳ Adult Contemporary (Billboard)      | 34     |
| Hoa Kỳ Adult Top 40 (Billboard)            | 17     |
| Hoa Kỳ Alternative Songs (Billboard)       | 20     |
| Hoa Kỳ Dance/Electronic Songs (Billboard)  | 10     |
| Hoa Kỳ Dance/Mix Show Airplay (Billboard)  | 42     |
| Úc (ARIA)                                  | 54     |
| Ý (FIMI)                                   | 5      |

## Chứng nhận
| Quốc gia                                                                           | Chứng nhận  | Số đơn vị/doanh số chứng nhận |
| ---------------------------------------------------------------------------------- | ----------- | ----------------------------- |
| Anh Quốc (BPI)                                                                     | Bạch kim    | 600.000‡                      |
| Bỉ (BEA)                                                                           | Vàng        | 15.000*                       |
| Canada (Music Canada)                                                              | Bạch kim    | 0*                            |
| Đan Mạch (IFPI Đan Mạch)                                                           | Bạch kim    | 0^                            |
| Đức (BVMI)                                                                         | Vàng        | 200.000^                      |
| México (AMPROFON)                                                                  | Vàng        | 30.000*                       |
| New Zealand (RMNZ)                                                                 | Vàng        | 0*                            |
| Thụy Sĩ (IFPI)                                                                     | Bạch kim    | 30.000^                       |
| Hoa Kỳ (RIAA)                                                                      | Bạch kim    | 1.000.000                     |
| Úc (ARIA)                                                                          | 2× Bạch kim | 140.000^                      |
| Ý (FIMI)                                                                           | 4× Bạch kim | 120.000‡                      |
| Streaming                                                                          |             |                               |
| Đan Mạch (IFPI Đan Mạch)                                                           | Bạch kim    | 2.600.000^                    |
| Tây Ban Nha (PROMUSICAE)                                                           | Bạch kim    | 8.000.000*                    |
| * Chứng nhận dựa theo doanh số tiêu thụ. ^ Chứng nhận dựa theo doanh số nhập hàng. |             |                               |

## Lịch sử phát hành
| Khu vực        | Ngày                | Định dạng                     | Hãng đĩa   |
| -------------- | ------------------- | ----------------------------- | ---------- |
| Bỉ             | 2 tháng 5 năm 2014  | Nhạc số                       | Warner     |
| Canada         | 2 tháng 5 năm 2014  | Nhạc số                       | Warner     |
| Pháp           | 2 tháng 5 năm 2014  | Nhạc số                       | Warner     |
| Đức            | 2 tháng 5 năm 2014  | Nhạc số                       | Warner     |
| Ireland        | 2 tháng 5 năm 2014  | Nhạc số                       | Parlophone |
| Luxembourg     | 2 tháng 5 năm 2014  | Nhạc số                       | Warner     |
| Hà Lan         | 2 tháng 5 năm 2014  | Nhạc số                       | Warner     |
| New Zealand    | 2 tháng 5 năm 2014  | Nhạc số                       | Warner     |
| Tây Ban Nha    | 2 tháng 5 năm 2014  | Nhạc số                       | Warner     |
| Thụy Sĩ        | 2 tháng 5 năm 2014  | Nhạc số                       | Warner     |
| Vương quốc Anh | 2 tháng 5 năm 2014  | Nhạc số                       | Parlophone |
| Hoa Kỳ         | 2 tháng 5 năm 2014  | Nhạc số                       | Atlantic   |
| Ý              | 8 tháng 5 năm 2014  | Contemporary hit radio        | Warner     |
| Hoa Kỳ         | 27 tháng 5 năm 2014 | Adult album alternative radio | Atlantic   |
| Hoa Kỳ         | 5 tháng 6 năm 2014  | Contemporary hit radio        | Atlantic   |
| Đức            | 20 tháng 6 năm 2014 | CD                            | Warner     |
| Hoa Kỳ         | 14 tháng 7 năm 2014 | Nhạc số (Hardwell remix)      | FFRR       |
| Nhật Bản       | 4 tháng 9 năm 2014  | Nhạc số                       | Parlophone |